# Aktedrilus fissilis
Aktedrilus fissilis är en ringmaskart som beskrevs av Erséus 1990. Aktedrilus fissilis ingår i släktet Aktedrilus och familjen glattmaskar. Inga underarter finns listade i Catalogue of Life.